# VOX (Germania)
VOX è una rete televisiva privata tedesca, la terza del gruppo RTL; il nome deriva dal latino e vuol dire "Voce".
Il canale trasmette programmi come il talent X Factor, serie come CSI - Scena del crimine, programmazione di infotainment e docutainment ed anche programmi come Shark Tank e Kitchen Impossible

## Ascolti

### Share 24h* di VOX
Quote di mercato VOX
Nel 2014 VOX raggiunge una media del 6,9% (target 14-49 anni) e il 6,7% (target 14-59 anni). La media più alta, con uno share del 7,9% (target 14-49 anni), è stata raggiunta nell'anno 2007.
Share dai 3 anni:
| Anno | dai 3 Anni |
| ---- | ---------- |
| 1993 | 1,1 %      |
| 1994 | 2,0 %      |
| 1995 | 2,6 %      |
| 1996 | 3,0 %      |
| 1997 | 3,0 %      |
| 1998 | 2,8 %      |
| 1999 | 2,8 %      |
| 2000 | 2,8 %      |
| 2001 | 3,1 %      |
| 2002 | 3,3 %      |

| Anno | dai 3 Anni |
| ---- | ---------- |
| 2003 | 3,5 %      |
| 2004 | 3,7 %      |
| 2005 | 4,2 %      |
| 2006 | 4,8 %      |
| 2007 | 5,7 %      |
| 2008 | 5,4 %      |
| 2009 | 5,4 %      |
| 2010 | 5,6 %      |
| 2011 | 5,6 %      |
| 2012 | 5,8 %      |

| Anno | dai 3 Anni |
| ---- | ---------- |
| 2013 | 5,6 %      |
| 2014 | 5,2 %      |
| 2015 | 5,2 %      |
| 2016 | 5,2 %      |

## Loghi

VOX-Logo nei primi anni
VOX-Logo nel 1994
Logo dall'11 settembre 2013
HD-Logo dall'11 settembre 2013